# Joan Crawford
Joan Crawford (23 tháng 3 năm 1904 – 10 tháng 5 năm 1977), là một nữ diễn viên điện ảnh, truyền hình và sân khấu người Mỹ. Khởi nghiệp như một vũ công ở các đoàn kịch lưu diễn trước khi xuất hiện ở Broadway, Crawford ký hợp đồng điện ảnh với Metro-Goldwyn-Mayer năm 1925 và trở nên nổi tiếng. Ở thập niên 30, tên tuổi Crawford sánh ngang với những ngôi sao cùng thời của MGM như Norma Shearer và Greta Garbo. Crawford thường diễn vai những phụ nữ trẻ và chăm chỉ cuối cùng tìm được hạnh phúc và sự giàu sang. Những câu chuyện lọ lem đó được đón nhận nồng nhiệt bởi những khán giả thời kì Đại khủng hoảng, đặc biệt là với nữ giới. Bà trở thành một trong những tên tuổi bất hủ trong giới ngôi sao Hollywood và là một trong những phụ nữ có thu nhập cao nhất nước Mỹ nhưng phim của bà bắt đầu có doanh thu đi xuống và cuối thập niên 30.
Sau khi vắng bóng gần hai năm trên màn ảnh, Crawford trở lại bằng vai chính trong Mildred Pierce (1945) và nhờ bộ phim này bà giành được giải Oscar cho nữ diễn viên chính xuất sắc nhất. Năm 1955, bà bắt đầu hùn vốn kinh doanh trong Tập đoàn Pepsi-Cola, dựa vào cuộc hôn nhân với ngài chủ tịch tập đoàn Alfred Steele. Sau khi ông qua đời năm 1959, Crawford được bổ nhiệm vào vị trí của ông trong Hội đồng quản trị nhưng sau đó bị cách chức năm 1973. Bà tiếp tục đóng phim cho đến hết thập niên 60 và ra mắt xong bộ phim rùng rợn Trog năm 1970, Crawford giải nghệ. Xuất hiện trước công chúng lần cuối năm 1974, sau khi một loạt ảnh đời tư bị phát tán, Crawford rút hẳn khỏi cuộc sống nghệ sĩ. Bà ngày một lặng lẽ và ẩn dật hơn cho đến khi qua đời năm 1977.
Năm 1999, Joan Crawford được Viện phim Mỹ vinh danh vào hàng những ngôi sao điện ảnh vĩ đại nhất mọi thời đại, vị trí số 10.